# عبد الله المعطاني
عبد الله بن سالم بن جابر المعطاني الهذلي (ولد في مكة عام 1953م/ 1372هـ - توفي 30 أبريل 2024م/ 21 شوال 1445هـ) أكاديمي وناقد سعودي، شغل منصب نائب رئيس مجلس الشورى السعودي من 2 يونيو 2018م إلى أكتوبر 2020م، وعضو في المجلس العلمي بجامعة الملك عبد العزيز، حصل على الدكتوراه في النقد الأدبي من جامعة إكستر في المملكة المتحدة في عام 1984م. الأخ الشقيق للشيخ الشاعر فهد بن سالم المعطاني الهذلي شيخ قبيلة الصلمان من قبيلة هذيل واللواء طيار محمد بن سلمان المعطاني قائد قاعدة الملك سلمان الجوية لثمان سنين.

## التعليم
- حصل على الدكتوراه من قسم الدراسات اللغوية في جامعة إكستر في بريطانيا عام 1984م.
- حصل على الماجستير في النقد الأدبي من جامعة الملك عبد العزيز عام 1397هـ.
- حصل على الشهادة الجامعية في اللغة العربية وآدابها من جامعة الملك عبد العزيز عام 1393هـ.[6]

## العمل والمناصب
- عين نائباً لرئيس مجلس الشورى بمرتبة وزير من 2 يونيو 2018م إلى أكتوبر 2020م.[7][8]
- عضو مجلس الشورى لثلاث دورات متتالية (من 2009م/ 1430هـ إلى 2022م/ 1442هـ).[9][10]
- عين أميناً لجائزة الأمير خالد الفيصل للغة القرآن الكريم من يناير 2022م.[11]
- المشرف العام على هيئة حقوق الإنسان بمنطقة مكة المكرمة من 26 جمادى الآخرة 1427هـ إلى 26 ربيع الأول 1431هـ.
- وكيل كلية الآداب والعلوم الإنسانية في جامعة الملك عبد العزيز لفترة واحدة.
- رأس قسم اللغة العربية في جامعة الملك عبد العزيز لفترتين.
- عين عضواً في مجلس أمناء جامعة الأعمال والتكنولوجيا في أكتوبر 2021م.[12]
- عضو مجلس إدارة نادي جدة الأدبي لمدة سنتين.

## المؤلفات
| الكتاب                                   | التاريخ | مصدر   |
| ---------------------------------------- | ------- | ------ |
| النقد بين المسافة والرؤية                | 1994م   | [ 6 ]  |
| ابن شهيد الأندليس وجهوده في النقد الأدبي | 1994م   | [ 13 ] |
| قراءة جديدة للموشحة الأندلسية            | 1999م   |        |
| عروض نقدية في الأدب السعودي              | 2021    | [ 14 ] |
| التجربة الإبداعية في شعر خالد الفيصل     | 2021    | [ 15 ] |
| وجوه في الضوضاء (شعر)                    | 2022    | [ 16 ] |

## الوفاة
توفي يوم الثلاثاء 30 أبريل 2024م / 21 شوال 1445هـ.